# Czakó Judit
Czakó Judit (Budapest, 1977. augusztus 16. – ) többszörös Arany olló és Balázs Béla-díjas magyar filmvágó.

## Élete
Középiskolába a Szent László Gimnázium tömegkommunikáció szakára járt, ahol fényképezést, újságírást és -szerkesztést tanult. Itt találkozott először a vágói munkával, amit nagyon izgalmasnak talált, így már 16 évesen elhatározta, vagy matematikatanár vagy filmvágó lesz. Érettségi után a Pesty Fekete Dobozhoz került „lótifuti”-ként, ahol összetalálkozott a még szintén pályakezdő Nyitrai Mártonnal és Marosi Gáborral. Együtt pályáztak a Magyar Mozgókép Közalapítványhoz a Balázs Béla Stúdióval és elnyertek egy kis támogatást a Villamos című kisfilmhez, ez lett első munkája – ami a Berlini Nemzetközi Filmfesztivál versenyfilmje lett 1997-ben. Autodidakta módon tanulta meg a szakmát.
Gyakran dolgozik együtt többek között Dyga Zsombor, Bollók Csaba, Csáki László és Ujj Mészáros Károly filmrendezőkkel. Szeret ott lenni a forgatásokon, akár szkriptesként vagy más munkafolyamatokban, akár csak megismerni, megbeszélni a filmet, a felvételeket. Pálfi Györggyel egy nagyon érdekes kísérletben vett részt: a Final Cut - Hölgyeim és Uraim egyik vágója volt Szalai Károllyal, Richter Nórával és Lemhényi Rékával közösen. Közel ötszáz meglévő filmből készítettek egy teljesen újat, mely tapasztalataiból 2014-ben tankönyv is készült. A film nemzetközi premierje a Cannes-i Filmfesztiválon volt. Szereti minél több stílusban kipróbálni magát.
2004 óta tanít a Moholy-Nagy Művészeti Egyetemen filmszerkesztési alapokat (filmmontázst és vágási ismereteket) gyakorlati és dramaturgiai szempontból.

## Vágói munkássága (filmek)
| - Gyilkosok / Killers (1998) - Aranyváros / Golden city (2000) - Öcsögök (2000) - Tesó / Bro’ (2003) - Kész cirkusz / Bad lam (2005) - Stammbuch - Júlia asszony titkos éjszakái (2005) - Iszka utazása / Iska's Journey (2007, 38. Magyar Filmszemle: Arany Olló díj) - Kythéra (2007, 38. Magyar Filmszemle: Arany Olló díj) - Mázli / Fluke (2008) - Köntörfalak (2009, 41. Magyar Filmszemle: Arany Olló díj) - Utolér (2010, 42. Magyar Filmszemle: Arany Olló díj) - Final Cut – Hölgyeim és Uraim (2012) - Couch Surf (2012) - Parkoló (2014) - Liza, a rókatündér (2015) - Villamos / Tram (1997) - Vértakony (1998) - Lamm (1998) - Tempo (1999) - 2000 méter (1999) - 601-s (2000) - Uno (2000) - Eső után / After Rain (2002) - A titkos hely (2003) - Erdősáv (2003) - Holtvágány (2003) - A disznó útja (2004) - Ki a macska? (2004) - Fluxus (2004) - Kyrie (2005) - Magamnak háttal (2005) - Részletkérdések (2006) - Alena utazása (2008) - Álmatag férfiak titkos kalandjai (2008) - 3 (történet a szerelemről) (2008) - Idegen szokás (2008) - Defekt (2008) - East Side Stories - Summertime /Hajónapló Tv/ (2009) - Kocsonyaember (2009) - Ól (2015) | - Napok, melyeknek értelmet adott a félelem (2004) - Darazsak, ludak, körtefa (2005) - Ergo (2008) - Alone (2008) - Tespi mesék: Ingerelt gazdaság (2008) - Izmos királylányok (2009) - Kőműves Kelemen (2009) - A sellő és a halász (2009) - Simon vagyok (2009) - Orsolya (2009, KAFF: legjobb vágás díja) - Freeze! (2009) - Tespi mesék (2009) - Változás (2010) - Egy elmebeteg nő naplója (2010) - All That Cats (2010) - Szofita Land (2010) - Sajnálom (2011) - Lady with Long Hair (2012) - Otthon (2012) - Dipendenza (2012) - Nyuszi és Őz (2012) - My Name Is Boffer Bings (2012) - Szörnycsapda (2012) - Bertie Bean's rock (2014) - Symphony No. 42 (2014) - Mese (2015) - Városi legendák (2015-2016) - Beyond (2016) - Körömágyszaggató (2016) - A nyalintás nesze (2016) - Vulkánsziget (2017) - Zűrös környék (2017) - Gorgon (2017) - Virágnyelv (2017) - Take Me Please (2018) - Szezon után (2018) - Helix (2018) - Kötelék (2018) - Prímek (2018) - Broken Things (2018) - Symbiosis (2019) - Odakint (2020) - By Little Block (2020) - Legendás család-Használt ágyúgolyó (2021) - Pattern (2022) - Felhők felett (2022) - Nyugvó köd (2022) - Műanyag égbolt (2022) - Only You:An Animated Shorts Collection (2023) - Bab Berci kalandjai (2023) - Apád (2023) - Garden Of Heart (2023) - A madár gyermekei (2024) - Wish You Were Ear (2025) - Ketten egy fészekben (2010) - Reményvasút (2015) - A döntés (2022) sorozat: - Hajónapló (2009) - Társas játék (2 epizód, 2011) - Terápia (8 epizód, 2012-2017) - Aranyélet ( 2 epizód, 2015; 1 epizód, 2018[forrás?]) - A Király (1 epizód) (2022) - A besúgó (1 epizód) (2022) - Bolond Istók (2024) |

## Díjai
- Magyar Filmszemle - Arany olló díj (2x 2007, 2010, 2011)
- Kecskeméti Animációs Fesztivál (KAFF) - legjobb animációs film vágásáért díj (2011)
- Balázs Béla-díj (2015)[5]
- 2. Magyar Filmhét - Magyar Filmdíj legjobb vágó kategória (Liza, a rókatündér, 2016)[6][7]